# Northen Greening
Pour les articles homonymes, voir Northen (homonymie).
Northen Greening est le nom d'un cultivar de pommier domestique et par extension le nom de sa pomme.
latin: Malus Pumila northen greening 

## Description
- Usage : pomme à cuire
- Qualité gustative : très moyenne
- Couleur de peau : verte striée de rouge

## Origine
XVIIIe siècle, Angleterre, Royaume-Uni

## Parenté
Descendants :
- Merton Prolific: Cox's Orange Pippin x Northen Greening
- Dumelow's Seedling

## Pollinisation
Variété diploïde, autostérile.
- Groupe de floraison : C

## Maladies
peu susceptible aux maladies

## Culture
Conservée à titre historique, peu intéressante et donc quasi abandonnée.
- Cueillette : tardive
- Conservation : 3 mois